# 4639 Minox
4639 Minox eller 1989 EK2 är en asteroid i huvudbältet som upptäcktes den 5 mars 1989 av den japanska astronomen Tsutomu Seki vid Geisei-observatoriet. Den är uppkallad efter en japansk förening av fotografer som använder sig av Minox kameror.
Asteroiden har en diameter på ungefär 6 kilometer och den tillhör asteroidgruppen Innes.